# Kindrativka, Iuriivka
Kindrativka (în ucraineană Кіндратівка) este un sat în comuna Jemciujne din raionul Iuriivka, regiunea Dnipropetrovsk, Ucraina.

## Demografie
Componența lingvistică a localității Kindrativka
     Ucraineană (92,35%)
     Rusă (3,57%)
Conform recensământului din 2001, majoritatea populației localității Kindrativka era vorbitoare de ucraineană (92,35%), existând în minoritate și vorbitori de rusă (3,57%).